# 卡尔·哈雷尔
卡尔·哈雷尔（德語：Karl Harrer；1890年10月8日—1926年9月5日）是一名德国记者和政治家，德国工人党的创始成员之一。德国工人党就是纳粹的前身。

## 政治生涯
哈雷尔是个右翼新闻记者。他在1918年和图勒協会的成员安东·德莱克斯勒以及其他几个人组成思想政治工作者团体。成员定期聚会，讨论民族主义和种族主义问题。此时还只是个半公开的民族主义者俱乐部，德莱克斯勒想使它成为政党。之后在1919年1月5日正式成立德国工人党，迪特里希·埃卡特、费德尔等几个重要成员也相继加入。德莱克斯勒当选为主席，3月24日哈雷尔也正式加入，成为副主席。